# Taleporia tubulosa
Taleporia tubulosa é uma espécie de insetos lepidópteros, mais especificamente de traças, pertencente à família Psychidae.
A autoridade científica da espécie é Retzius, tendo sido descrita no ano de 1783.
Trata-se de uma espécie presente no território português.